# Pico do Papagaio (Príncipe)
Pico do Papagaio (auch: Morro Papagaio) ist ein Berg auf der Insel Príncipe in São Tomé und Príncipe.

## Geografie
Der Berg erhebt sich im Zentrum der Insel im Gebiet des Ortes Santa Trindade und im Parque Nacional do Principe. Etwa einen Kilometer weiter westlich erhebt sich der Morro Fundão (210 m) und nach Südwesten steigt das Gelände weiter an zum Pico João Dias Pai (436 m) hin.